# Rajd Portugalii 1998
Rezultaty Rajdu Portugalii (32º TAP Rallye de Portugal), eliminacji Rajdowych Mistrzostw Świata w 1998 roku, który odbył się w dniach 22 marca - 25 marca. Była to czwarta runda czempionatu w tamtym roku i druga na szutrze, a także czwarta w Production World Rally Championship i trzecia w mistrzostwach Portugalii. Bazą rajdu było miasto Matosinhos. Zwycięzcami rajdu została brytyjska załoga Colin McRae i Nicky Grist w Subaru Imprezie WRC. Wyprzedzili oni Hiszpanów Carlosa Sainza i Lusia Moyę w Toyocie Corolli WRC oraz Belgów Freddy'ego Loixa i Svena Smeetsa w Toyocie Corolli WRC. Z kolei w Production WRC zwyciężyła urugwajsko-argentyńska załoga Gustavo Trelles i Jorge del Buono w Mitsubishi Lancerze Evo IV.
Rajdu nie ukończyły dwie załogi fabryczne. Fin Tommi Mäkinen w Mitsubishi Lancerze Evo IV odpadł na 12. odcinku specjalnym z powodu uszkodzenia zawieszenia. Z kolei Francuz Didier Auriol w Toyocie Corolli WRC miał awarię skrzyni biegów na 17. odcinku specjalnym.

## Klasyfikacja ostateczna
| Miejsce                                  | Zawodnik               | Pilot                   | Samochód                     | Czas                   | Strata                 | Grupa                  | Punkty                 |                        |
| Klasyfikacja generalna                   | Klasyfikacja generalna | Klasyfikacja generalna  | Klasyfikacja generalna       | Klasyfikacja generalna | Klasyfikacja generalna | Klasyfikacja generalna | Klasyfikacja generalna | Klasyfikacja generalna |
| ---------------------------------------- | ---------------------- | ----------------------- | ---------------------------- | ---------------------- | ---------------------- | ---------------------- | ---------------------- | ---------------------- |
| 1.                                       | Colin McRae            | Nicky Grist             | Subaru Impreza WRC           | 4:20:58.1              |                        | A8 M                   | 10                     |                        |
| 2.                                       | Carlos Sainz           | Luis Moya               | Toyota Corolla WRC           | 4:21:00.2              | +2.1                   | A8 M                   | 6                      |                        |
| 3.                                       | Freddy Loix            | Sven Smeets             | Toyota Corolla WRC           | 4:21:43.9              | +45.8                  | A8                     | 4                      |                        |
| 4.                                       | Richard Burns          | Robert Reid             | Mitsubishi Carisma GT Evo IV | 4:21:51.2              | +53.1                  | A8 M                   | 3                      |                        |
| 5.                                       | Ari Vatanen            | Fred Gallagher          | Ford Escort WRC              | 4:24:18.3              | +3:20.2                | A8 M                   | 2                      |                        |
| 6.                                       | Piero Liatti           | Fabrizia Pons           | Subaru Impreza WRC           | 4:24:22.3              | +3:24.2                | A8 M                   | 1                      |                        |
| 7.                                       | Juha Kankkunen         | Juha Repo               | Ford Escort WRC              | 4:24:35.0              | +3:36.9                | A8 M                   |                        |                        |
| 8.                                       | Grégoire de Mevius     | Jean-Marc Fortin        | Subaru Impreza WRC           | 4:27:57.1              | +6:59.0                | A8                     |                        |                        |
| 9.                                       | Rui Madeira            | Nuno Rodrigues da Silva | Toyota Celica GT-Four        | 4:31:22.2              | +10:24.1               | A8 TC                  |                        |                        |
| 10.                                      | Krzysztof Hołowczyc    | Maciej Wisławski        | Subaru Impreza WRC           | 4:32:56.2              | +11:58.1               | A8 TC                  |                        |                        |
| PWRC                                     |                        |                         |                              |                        |                        |                        |                        |                        |
| 1. (16.)                                 | Gustavo Trelles        | Jorge del Buono         | Mitsubishi Lancer Evo IV     | 4:47:41.5              |                        | N4                     | 10                     |                        |
| 2. (18.)                                 | Manfred Stohl          | Peter Müller            | Mitsubishi Lancer Evo III    | 4:52:11.7              | +4:30.2                | N4                     | 6                      |                        |
| 3. (21.)                                 | Miguel Campos          | Carlos Magalhães        | Mitsubishi Carisma GT Evo IV | 4:53:03.5              | +5:22.0                | N4                     | 4                      |                        |
| 4. (22.)                                 | Luís Climent           | Álex Romaní             | Mitsubishi Lancer Evo III    | 4:54:59.8              | +7:18.3                | N4                     | 3                      |                        |
| 5. (25.)                                 | Roberto Sánchez        | Edgardo Galindo         | Subaru Impreza 555           | 4:58:37.0              | +10:55.5               | N4                     | 2                      |                        |
| 6. (27.)                                 | Hamed Al-Wahaibi       | Harry Terryman          | Mitsubishi Lancer Evo IV     | 5:10:13.8              | +22.32.3               | N4                     | 1                      |                        |
| 2L WRC                                   |                        |                         |                              |                        |                        |                        |                        |                        |
| 1. (14.)                                 | Adruzilo Lopes         | Luís Lisboa             | Peugeot 306 Maxi             | 4:40:49.3              | -                      | A7                     |                        |                        |
| 2. (20.)                                 | Oriol Gómez Marco      | Marc Lisboa             | Seat Ibiza Kit Car Evo2      | 4:52:47.1              | +11:57.8               | A7                     |                        |                        |
| 3. (23.)                                 | Kris Rosenberger       | Per Carlsson            | Volkswagen Golf III Kit Car  | 4:55:10.0              | +14:20.7               | A7                     |                        |                        |
| Mistrzostwa Portugalii (pierwsza trójka) |                        |                         |                              |                        |                        |                        |                        |                        |
| 1. (9.)                                  | Rui Madeira            | Nuno Rodrigues da Silva | Toyota Celica GT-Four        | 4:31:22.2              |                        | A8 TC                  | 241.5                  |                        |
| 2. (13.)                                 | Pedro Chaves           | Sérgio Paiva            | Toyota Corolla WRC           | 4:39:54.5              | +8:32.3                | A8                     | 178.5                  |                        |
| 3. (14.)                                 | Adruzilo Lopes         | Luis Lisboa             | Peugeot 306 Maxi             | 4:40:49.3              | +9:27.1                | A7 2L                  | 157.5                  |                        |

1. ↑  Litera M przy oznaczeniu grupy do której należy samochód oznacza, iż tylko ci kierowcy zdobywali punkty dla swoich zespołów liczonych w klasyfikacji producentów na koniec sezonu.

## Zwycięzcy odcinków specjalnych
| Dzień      | Odcinek | G. rozp. | Nazwa                        | Długość  | Zwycięzca       | Czas    | Lider rajdu     |
| ---------- | ------- | -------- | ---------------------------- | -------- | --------------- | ------- | --------------- |
| 1 (22 MAR) | SS1     | 15:00    | Lousada                      | 3.88 km  | Didier Auriol   | 3:06.9  | Didier Auriol   |
| 2 (23 MAR) | SS2     | 06:31    | Santa Quiteria 1             | 9.02 km  | Marcus Grönholm | 6:16.7  | Marcus Grönholm |
| 2 (23 MAR) | SS3     | 07:08    | Fafe - Lameirinha            | 15.18 km | Colin McRae     | 10:08.8 | Colin McRae     |
| 2 (23 MAR) | SS4     | 07:32    | Luilhas 1                    | 10.53 km | Colin McRae     | 7:51.0  | Colin McRae     |
| 2 (23 MAR) | SS5     | 08:57    | Vizo - Celorico de Basto 1   | 11.79 km | Colin McRae     | 7:34.3  | Colin McRae     |
| 2 (23 MAR) | SS6     | 12:28    | Sever do Vouga               | 14.73 km | Colin McRae     | 11:28.6 | Colin McRae     |
| 2 (23 MAR) | SS7     | 13:41    | Ladario - Oliveira de Frades | 11.22 km | Colin McRae     | 8:17.8  | Colin McRae     |
| 2 (23 MAR) | SS8     | 15:19    | Viseu                        | 22.42 km | Juha Kankkunen  | 14:02.2 | Colin McRae     |
| 2 (23 MAR) | SS9     | 17:27    | Mortazel 1                   | 18.74 km | Freddy Loix     | 12:38.4 | Colin McRae     |
| 2 (23 MAR) | SS10    | 18:00    | Mortagua 1                   | 17.15 km | Colin McRae     | 11:51.5 | Colin McRae     |
| 3 (24 MAR) | SS11    | 07:59    | Bertelhe                     | 11.98 km | Tommi Mäkinen   | 7:14.0  | Colin McRae     |
| 3 (24 MAR) | SS12    | 09:19    | Mortazel 2                   | 18.74 km | Colin McRae     | 12:37.6 | Colin McRae     |
| 3 (24 MAR) | SS13    | 09:52    | Mortagua 2                   | 17.15 km | Richard Burns   | 11:48.7 | Colin McRae     |
| 3 (24 MAR) | SS14    | 11:29    | Tabua                        | 13.46 km | Richard Burns   | 8:32.8  | Colin McRae     |
| 3 (24 MAR) | SS15    | 12:20    | Arganil - Secarias           | 28.80 km | Colin McRae     | 19:42.8 | Colin McRae     |
| 3 (24 MAR) | SS16    | 13:13    | Salgueiro - Lomba            | 10.41 km | Carlos Sainz    | 6:53.3  | Colin McRae     |
| 3 (24 MAR) | SS17    | 14:23    | Gois                         | 12.78 km | Freddy Loix     | 7:51.3  | Colin McRae     |
| 3 (24 MAR) | SS18    | 15:13    | Lousa                        | 10.47 km | Freddy Loix     | 7:07.4  | Colin McRae     |
| 3 (24 MAR) | SS19    | 15:57    | Pedrogao Grande              | 10.65 km | Freddy Loix     | 6:59.0  | Colin McRae     |
| 3 (24 MAR) | SS20    | 10:50    | Figueiro dos Vinhos          | 16.32 km | Freddy Loix     | 7:49.5  | Colin McRae     |
| 4 (25 MAR) | SS21    | 08:22    | Lousada - Campelos           | 8.05 km  | Carlos Sainz    | 5:59.7  | Colin McRae     |
| 4 (25 MAR) | SS22    | 08:56    | Santa Quiteria 2             | 9.02 km  | Colin McRae     | 6:23.7  | Colin McRae     |
| 4 (25 MAR) | SS23    | 09:33    | Fafe - Lameirinha 2          | 15.18 km | Carlos Sainz    | 10:16.0 | Colin McRae     |
| 4 (25 MAR) | SS24    | 09:57    | Luilhas 2                    | 10.53 km | Freddy Loix     | 8:03.1  | Colin McRae     |
| 4 (25 MAR) | SS25    | 11:44    | Vieira - Cabeceiras          | 27.35 km | Carlos Sainz    | 16:54.5 | Colin McRae     |
| 4 (25 MAR) | SS26    | 12:53    | Vizo - Celorico de Basto 2   | 11.79 km | Juha Kankkunen  | 7:30.7  | Colin McRae     |
| 4 (25 MAR) | SS27    | 13:23    | Seixoso                      | 7.61 km  | Carlos Sainz    | 5:23.5  | Colin McRae     |
| 4 (25 MAR) | SS28    | 14:41    | Amarante                     | 11.05 km | Carlos Sainz    | 8:27.3  | Colin McRae     |

## Klasyfikacja po 4 rundach
Tabele przedstawiają tylko pięć pierwszych miejsc.

### Kierowcy
| Lp. | Kierowca       | Pkt |
| --- | -------------- | --- |
| 1   | Carlos Sainz   | 22  |
| 2   | Juha Kankkunen | 16  |
| 3   | Richard Burns  | 15  |
| 4   | Colin McRae    | 14  |
| 5   | Tommi Mäkinen] | 10  |

### Producenci
| Lp. | Producent           | Pkt |
| --- | ------------------- | --- |
| 1   | Mitsubishi Ralliart | 25  |
| 2   | Toyota Castrol Team | 25  |
| 3   | Ford Motor Co. Ltd. | 23  |
| 4   | 555 Subaru WRT      | 21  |